# Leuroglossus
Los esperlanos del género Leuroglossus son peces marinos actinopeterigios, distribuidos por el norte y este del océano Pacífico.

## Especies
Existen siete especies reconocidas en este género:
- Leuroglossus callorhini (Lucas, 1899)
- Leuroglossus schmidti Rass, 1955
- Leuroglossus stilbius Gilbert, 1890 - Esperlán de lengua suave o Lengualisa californiana'.